# Mother’s Milk
A Mother's Milk a Red Hot Chili Peppers együttes negyedik stúdióalbuma. Ezen az albumon mutatkozott be a felállás: Michael 'Flea' Balzary (basszusgitár), Anthony Kiedis (vokál), John Frusciante (gitár/vokál), Chad Smith (dob). A CD-n helyett kapott többek között egy Stevie Wonder feldolgozás is, a Higher Ground, valamint a Knock Me Down című szám is, melyet Hillel Slovak emlékére írtak. Hillel az alapító tagok között volt, és 1988-ban hunyt el drogtúladagolásban.

## Számlista
1. Good Time Boys
2. Higher Ground
3. Subway to Venus
4. Magic Johnson
5. Nobody Weird Like Me
6. Knock Me Down
7. Taste the Pain
8. Stone Cold Bush
9. Fire
10. Pretty Little Ditty
11. Punk Rock Classic
12. Sexy Mexican Maid
13. Johnny, Kick a Hole in the Sky